# Joe Tessitore
Joe Tessitore, pseudonimo di Joseph William Tessitore (Schenectady, 1º gennaio 1971), è un giornalista e telecronista sportivo statunitense.
Egli è sotto contratto con le emittenti televisive statunitensi ABC e ESPN e la federazione di wrestling WWE.
Conduce le trasmissioni di combattimenti dei campionati mondiali trasmesse su ESPN come telecronista di Top Rank Boxing, serve come telecronista di Holey Moley su ABC insieme al comico Rob Riggle e alla star dell'NBA Stephen Curry e inoltre commenta il football universitario su ESPN e ABC. Nel 2018 e 2019, Tessitore è stato anche il telecronista di Monday Night Football, insieme all'ex tight end dei Dallas Cowboys Jason Witten nel 2018 e all'analista Booger McFarland in entrambe le annate in cui ha condotto la trasmissione.

## Biografia
Nato e cresciuto a Schenectady, New York, Tessitore ha completato gli studi universitari presso la Christian Brothers Academy di Albany, New York e si è laureato alla Carroll School of Management del Boston College nel 1993.

## Carriera

### Gli inizi
La carriera televisiva di Joe Tessitore è iniziata alla KXAS-TV, un'affiliata della NBC nella metropoli di Dallas-Fort Worth. Nel 1994 si è trasferito per un breve periodo alla WRGB (CBS) di Albany, New York, prima di passare alla WFSB (CBS) di Hartford, Connecticut, nel 1995. Tessitore ha assunto il ruolo di conduttore sportivo principale nel 1997.

### Carriera in ESPN
Nel febbraio 2002, Tessitore ha iniziato a trasmettere il pugilato su ESPN nelle trasmissioni Tuesday Night Fights e Friday Night Fights. Di lì a poco, è apparso nelle trasmissioni di ESPN College Football e di basket universitario. Oltre a occuparsi regolarmente di football, corse di cavalli e combattimenti, Joe ha coperto una vasta gamma di eventi sportivi per ESPN ed è anche stato un collaboratore del sito web ESPN.com. Oltre al Monday Night Football, è stato anche il presentatore principale del Super Tuesday del basket universitario su ESPN e del torneo di pallacanestro della SEC, dove era in coppia con Dick Vitale e Sean Farnham. Tessitore è considerato uno dei conduttori più versatili della rete.
Tessitore ha trascorso molti anni come conduttore delle presentazioni di ABC/ESPN Horse Racing, tra cui le Belmont Stakes e la Breeders' Cup World Championships. Nel 2008, ha guidato la squadra di trasmissione della ABC quando il puledro imbattuto Big Brown non è riuscito a vincere la Triple Crown dell'ippica. Nel 2015 è stato a bordo pista per la copertura della settimana di Sportscenter della vittoria storica di American Pharoah. Tessitore è stato anche il conduttore di ESPN quando la striscia di imbattibilità della famosa cavalla Zenyatta è stata interrotta. La puledra campionessa è stata sconfitta nella Breeders' Cup Classic.
Tessitore ha prodotto documentari per la pluripremiata serie 30 for 30 di ESPN. Nel 2011 è stato produttore esecutivo del film ESPN Roll Tide, War Eagle. Nel 2012 è stato il produttore consulente del film 30 for 30 di ESPN con Bo Jackson.
Per cinque anni Tessitore è stato il conduttore degli speciali di Capodanno in diretta di ESPN, tra cui RedBull New Year, No Limits e il debutto di ESPN Year of the Quarterback.

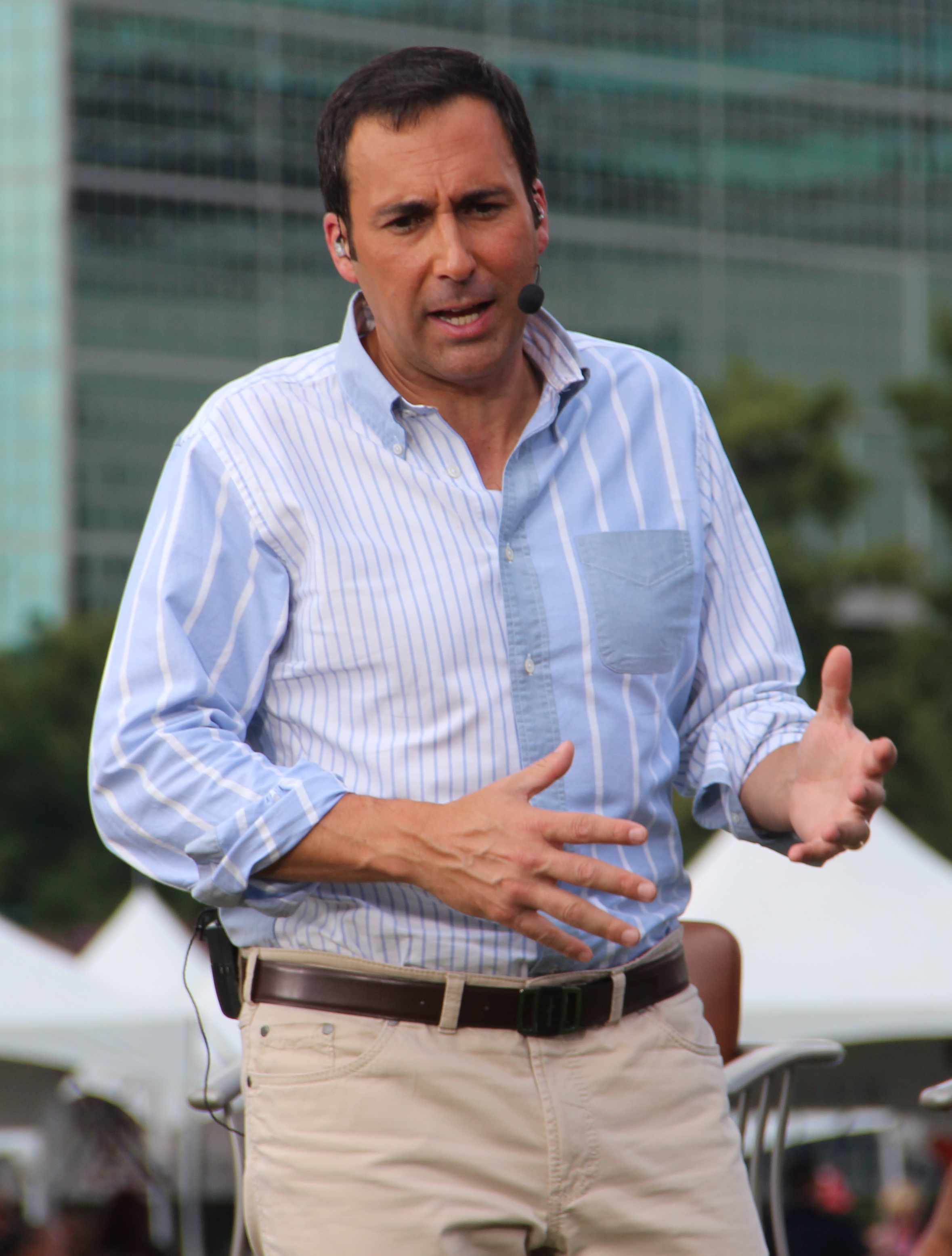
Joe Tessitore al SEC Summerfest 2018

### Telecronaca del football americano universitario
In precedenza, Tessitore ha ricoperto il ruolo di telecronista per il Thursday Night Football di ESPN ed è stato ospite di SEC Nation in coppia con Tim Tebow e Paul Finebaum. Ha anche condotto la finale di College Football di ESPN, College Football Live, vari speciali di Sportscenter ed è stato a lungo un appuntamento fisso per la presentazione dell'Heisman Trophy di ESPN. Tessitore è il conduttore dell'ampia copertura del National Signing Day di ESPN. È stato l'emittente di diversi Orange Bowl, del Peach Bowl e della squadra di trasmissione del Sugar Bowl. Ha fatto da telecronista per il BCS National Championship Game su ESPN 3D ed è il conduttore dell'edizione Megacast Homers di ESPN delle partite del campionato nazionale di College Football.
In seguito, prima di entrare a far parte del Monday Night Football, Tessitore è stato il principale telecronista del Saturday Night College Football Primetime Game di ESPN e dei College Football Playoff. È apparso in cabina di regia insieme al veterano Todd Blackledge nella copertura del football universitario da parte di ESPN. Tessitore e la sua troupe di prima serata sono stati premiati per il loro lavoro e sono stati scelti da Sports Illustrated come squadra di trasmissione dell'anno 2016.

### Carriera al di fuori di ESPN
Dal 2004, Tessitore è la voce della serie di videogiochi Fight Night, prodotti da EA Sports. Ha anche interpretato se stesso in tre spot nazionali per Dr. Pepper, andati in onda per tutto l'autunno 2016 e l'inverno 2017. La voce fuori campo di Tessitore è stata utilizzata in diversi lungometraggi, tra cui Annapolis, The Break-Up e numerosi programmi televisivi. È anche apparso nella serie televisiva The Dead Zone, interpretando se stesso in un episodio.

#### WWE (2024-presente)
Il 9 luglio 2024, la WWE ha annunciato che Tessitore avrebbe firmato con la società e avrebbe iniziato a lavorare come commentatore in telecronaca nel corso dell'estate. L'accordo comunque mantiene Tessitore alle dipendenze di ABC ed ESPN.
A partire dal 2 settembre 2024, Tessitore è stato ufficializzato come annunciatore principale di Raw insieme a Wade Barrett. Ma a partire dal 10 gennaio 2025, Tessitore e Barrett sono stati spostati a SmackDown in un rinnovamento del team di commento dell'intera compagnia a causa dell'approdo a Netflix dello show rosso della federazione di wrestling americana.
Nel corso della puntata di Raw del 22 aprile 2025, Tessitore sostituì Pat McAfee dopo che quest'ultimo corse in aiuto del suo collega di commento Michael Cole, attaccato da Gunther, e fu soffocato da quest'ultimo.

## Stile di commento e critiche
Nell'agosto 2012, è stato oggetto di un ampio articolo intitolato “Tessitore becoming major voice of college football, one upset at a time” (Tessitore diventa la voce principale del football universitario, uno sconvolto alla volta), scritto da Stewart Mandel. La sua chiamata che proclama “Texas is back, folks!” (Il Texas è tornato, gente!) al termine di un'emozionante vittoria dei Longhorns ai supplementari su Notre Dame nel 2016 è diventata il soggetto di un meme su Internet che prende in giro i Longhorns dopo che la squadra ha avuto problemi successivi.
Non tutte le recensioni degli interventi di Tessitore, soprattutto su MNF, sono state positive. John Teti ha scritto che “Tessitore è un mercante di schmaltz... I cliché sono scontati nelle telecronache del football, ma pochi commentatori infarciscono le banalità dell'NFL con il portentoso sentimentalismo che Tessitore mette in campo". Il Guardian ha scritto che "Tessitore suona come un accondiscendente provetto". L'impopolarità di Tessitore e di Booger McFarland presso gli spettatori e la critica ha portato al loro allontanamento dal Monday Night Football prima della stagione 2020.

## Vita privata
Tessitore è di origine italiana ed è membro della National Italian American Foundation. È anche membro del consiglio di amministrazione della Connecticut Cystic Fibrosis Foundation, nonché fondatore dell'annuale Sportscasters' SuperBall per la ricerca sulla fibrosi cistica.
Tessitore e sua moglie Rebecca hanno due figli, entrambi impegnati in sport universitari. Suo figlio, John, è stato un giocatore di football americano del Boston College, mentre sua figlia, Nicolina, ha giocato a squash per i Virginia Cavaliers.

## Riconoscimenti
- 2010 – Eclipse Award
- 2010 – Sam Taub Award per l'eccellenza della trasmissione
- 2010 – Indotto nella Connecticut Boxing Hall of Fame
- 2016 – Premio di Sports Illustrated come squadra di trasmissione dell'anno 2016[6]